# Lista de selos de Portugal Colónias - Angra
A categoria Portugal Colónias - Angra inclui todas as emissões próprias de Angra como território de Portugal, durante um curto período da Monarquia de 1892 a 1898.
| 1892 - Angra - D. Carlos I (1892) 1897 - Angra - D. Carlos I (1897) 1898 - Angra - D. Carlos I, Novas Cores e Valores |